# Santa Fe (stacja metra)
Santa Fe – stacja metra w Buenos Aires, na linii H. Jest położona pomiędzy planowanymi stacjami Córdoba i Las Heras. Została oddana do użytku 12 lipca 2016.